# Hrvatski parlamentarni izbori 2024.
Hrvatski parlamentarni izbori 2024. izbori su za jedanaesti saziv Hrvatskog sabora, održani u utorak, 16. travnja (u iseljeništvu) i srijedu, 17. travnja 2024. godine. Uslijedili su prije izbora za Europski parlament 2024. godine.
Državno izborno povjerenstvo objavilo je kako je na ove izbore do 11 sati i 30 minuta izašlo 24,18 % birača (ukupno 747 986 glasova). Time je izlaznost do 11:30 sati za gotovo trećinu veća nego na izborima 2020. godine, kada je u tom roku glasalo 18,09 % birača, ali i najveća otkad povjerenstvo objavljuje izlaznost do 11:30 sati.

## Izborni postupak
Birao se 151 član Sabora kako slijedi:
- Hrvatska je podijeljena na deset izbornih jedinica. U svakoj izbornoj jedinici 14 mandata proporcionalno se dodjeljuje pomoću D'Hondtove metode za ukupno 140 mandata. Primjenjuje se preferencijsko glasovanje i izborni prag od 5 %.
- Tri zastupnička mjesta biraju Hrvati izvan domovine (11. izborna jedinica).
- Osam mandata biraju pripadnici nacionalnih manjina (12. izborna jedinica).

Hrvatski sabor u rujnu 2023. donio je novi Zakon o izbornim jedinicama za izbor zastupnika u Hrvatski sabor koji ne mijenja postojeći izborni sustav, ali u određenoj mjeri mijenja prostorni obuhvat izbornih jedinica, slijedom čega će oko petina birača (22 %) promijeniti jedinicu u kojoj žive.

## Nadnevak
Izbori za 11. saziv Hrvatskoga sabora održali su se u srijedu 17. travnja, kako je odlučio predsjednik Republike Hrvatske Zoran Milanović koji je donio i odluku da se izbori za članove u Europski parlament iz Republike Hrvatske održe u nedjelju, 9. lipnja. U priopćenju Ureda predsjednika navodi se da je, prema Zakonu o izborima zastupnika u Hrvatski sabor, članak 5., stavak 3., dan provedbe izbora neradni dan. To je prvi puta da su se izbori održavali u srijedu, dok su izbori 3. siječnja 2000. bili u ponedjeljak.

## Rezultati
Hrvatska demokratska zajednica je četvrti put za redom dobila najviše glasova na parlamentarnim izborima, no nije uspjela osvojiti dovoljan broj mandata za većinu u Saboru. HDZ osvaja 61 mandat, dok drugoplasirana koalicija Rijeke pravde osvaja 42 mandata i u teoriji može sastaviti vladu.
Smatra se da je za sastavljanje nove vlade ključan trećeplasirani Domovinski pokret, koji je osvojio 14 mandata.
| Koalicija        | Koalicija                     | Stranke | Vodeći kandidat    | Vodeći kandidat    | Ideologija                                                     | Glasovi   | Glasovi | Glasovi | Mandati  | Mandati |     |
| Koalicija        | Koalicija                     | Stranke | Vodeći kandidat    | Vodeći kandidat    | Ideologija                                                     | Ukupno    | %       | Razlika | Ukupno   | +/-     |     |
| ---------------- | ----------------------------- | --- | ------------------ | ------------------ | -------------------------------------------------------------- | --------- | ------- | ------- | -------- | ------- | --- |
|                  | HDZ i partneri                | Popis - Hrvatska demokratska zajednica (HDZ) - Hrvatska socijalno liberalna stranka (HSLS) - Hrvatska narodna stranka (HNS) - Hrvatska demokršćanska stranka (HDS) - Hrvatska stranka umirovljenika (HSU) - Marijana Petir (nez.)                           |                    | Andrej Plenković   | liberalni konzervativizam demokršćanstvo proeuropejstvo        | 729 949   | 34,32 % | –2,84 % | 61 / 151 | ▼ 5     |     |
|                  | Rijeke pravde                 | Popis - Socijaldemokratska partija Hrvatske (SDP) - Centar - Hrvatska seljačka stranka (HSS) - Građansko-liberalni savez (GLAS) - Dalija Orešković i ljudi s imenom i prezimenom (DO i SIP) - Narodna stranka – Reformisti (NS-R) - Bojan Glavašević (nez.) |                    | Peđa Grbin         | socijaldemokracija socijalni liberalizam proeuropejstvo        | 538 748   | 25,40 % | +0,53 % | 42 / 151 | 1       |     |
|                  | DP i partneri                 | Popis - Domovinski pokret (DP) - Pravo i pravda (PiP) - Blok za Hrvatsku (BLOK) - Agrameri – nezavisna lista |                    | Ivan Penava        | nacionalni konzervativizam populizam euroskepticizam           | 202 714   | 9,56 %  | –1,33 % | 14 / 151 | ▼ 2     |     |
|                  | Most–Suverenisti              | Popis - Most - Hrvatski suverenisti (HS) - Nezavisna lista mladih (NLM) - Hrvatska konzervativna stranka (HKS) |                    | Nikola Grmoja      | socijalni konzervativizam ekonomski liberalizam suverenizam    | 169 988   | 8,02 %  | +0,63 % | 11 / 151 | 3       |     |
|                  | Možemo! – politička platforma | Popis - Možemo! - Nova ljevica (NL) - Zagreb je naš! - Srđ je grad - Hoćemo pravedno (HP) |                    | Sandra Benčić      | ekosocijalizam progresivizam socijaldemokracija proeuropejstvo | 193 051   | 9,10 %  | +2,11   | 10 / 151 | 6       |     |
|                  | Naša Hrvatska i drugi         | Popis - Istarski demokratski sabor (IDS) - Nezavisna platforma Sjevera (NPS) - Socijaldemokrati - Hrvatski laburisti – Stranka rada - Demokrati - Primorsko-goranski savez (PGS) - drugi regionalni koalicijski partneri                                    |                    | Davorko Vidović    | socijaldemokracija regionalizam proeuropejstvo                 | 34 638    | 1,63 %  | —       | 4 / 151  | 1       |     |
|                  | Fokus–Republika               | Popis - Fokus - Republika |                    | Damir Vanđelić     | klasični liberalizam ekonomski liberalizam zelena politika     | 47 715    | 2,25 %  | —       | 1 / 151  | ± 0     | ± 0 |
|                  | Nacionalne manjine            | Nacionalne manjine | Nacionalne manjine | Nacionalne manjine | prava manjina                                                  | —         | —       | —       | 8 / 151  | ± 0     | ± 0 |
|                  | Ostali                        | Ostali | Ostali             | Ostali             | Ostali                                                         | 178 146   | 8,40 %  | —       | 0 / 151  | ± 0     | ± 0 |
| Ukupno           | Ukupno                        | Ukupno | Ukupno             | Ukupno             | Ukupno                                                         | 2 120 779 | 100 %   | 100 %   | 151      | 151     |     |
| Važeći glasovi   | Važeći glasovi                | Važeći glasovi | Važeći glasovi     | Važeći glasovi     | Važeći glasovi                                                 | 2 120 779 | —       | —       |          |         |     |
| Nevažeći glasovi | Nevažeći glasovi              | Nevažeći glasovi | Nevažeći glasovi   | Nevažeći glasovi   | Nevažeći glasovi                                               | 59 632    | —       | —       |          |         |     |
| Izlaznost        | Izlaznost                     | Izlaznost | Izlaznost          | Izlaznost          | Izlaznost                                                      | 2 216 763 | 62,30 % | 15,4 %  |          |         |     |
| Broj birača      | Broj birača                   | Broj birača | Broj birača        | Broj birača        | Broj birača                                                    | 3 558 089 | 100 %   | 100 %   |          |         |     |

### Po političkim strankama
| Koalicija             | Koalicija                           | Stranka | Mandati stranke | Mandati koalicije |
| --------------------- | ----------------------------------- | ------- | --------------- | ----------------- |
|                       | Koalicija HDZ-a                     | HDZ     | 55              | 61                |
| HDS                   | Koalicija HDZ-a                     | 1       |                 | 61                |
| HSLS                  | Koalicija HDZ-a                     | 2       |                 | 61                |
| HNS                   | Koalicija HDZ-a                     | 1       |                 | 61                |
| HSU                   | Koalicija HDZ-a                     | 1       |                 | 61                |
| Marijana Petir        | Koalicija HDZ-a                     | 1       |                 | 61                |
|                       | Rijeke pravde                       | SDP     | 37              | 42                |
| Centar                | Rijeke pravde                       | 2       |                 | 42                |
| DO i SIP              | Rijeke pravde                       | 1       |                 | 42                |
| GLAS                  | Rijeke pravde                       | 1       |                 | 42                |
| HSS                   | Rijeke pravde                       | 1       |                 | 42                |
|                       | DP, PiP, stranka Nezavisni i ostali | DP      | 12              | 14                |
| stranka Nezavisni     | DP, PiP, stranka Nezavisni i ostali | 1       |                 | 14                |
| Pravo i pravda        | DP, PiP, stranka Nezavisni i ostali | 1       |                 | 14                |
|                       | Most, HS i ostali                   | Most    | 8               | 11                |
| HS                    | Most, HS i ostali                   | 2       |                 | 11                |
| Marija Selak Raspudić | Most, HS i ostali                   | 1       |                 | 11                |
|                       | Možemo!                             | Možemo! | 10              | 10                |
|                       | IDS                                 | IDS     | 2               | 2                 |
|                       | NPS                                 | NPS     | 2               | 2                 |
|                       | Fokus                               | Fokus   | 1               | 1                 |
|                       | Nacionalne manjine                  | SDSS    | 3               | 8                 |
| nezavisni             | Nacionalne manjine                  | 5       |                 | 8                 |
| Ukupno                | Ukupno                              | Ukupno  | 151             | 151               |

Napomena: Nakon izbora, a prije konstituiranja Sabora su zastupnici Nino Raspudić (Most), Vesna Vučemilović (HS) i Josip Jurčević (DP) napustili svoje stranke.

### Po izbornim jedinicama
| I.                          | 230.550   | 14  | 27,65 % (5)  | 24,37 % (4)  | 9,29 % (1)  | 7,43 % (1)  | 19,87 % (3) | 0,91 % (0)  | 3,44 % (0)  |   |   |   |
| II.                         | 202.854   | 14  | 35,34 % (6)  | 24,83 % (4)  | 11,13 % (2) | 9,07 % (1)  | 8,57 % (1)  | 1,16 % (0)  | 2,75 % (0)  |   |   |   |
| III.                        | 211.710   | 14  | 27,56 % (5)  | 36,75 % (6)  | 5,06 % (0)  | 3,83 % (0)  | 6,24 % (1)  | 12,20 % (2) | 0,85 % (0)  |   |   |   |
| IV.                         | 202.567   | 14  | 41,81 % (7)  | 25,20 % (4)  | 13,07 % (2) | 6,04 % (1)  | 5,49 % (0)  | 1,00 % (0)  | 0,96 %% (0) |   |   |   |
| V.                          | 177.190   | 14  | 42,78 % (7)  | 19,57 % (3)  | 19,30 % (3) | 8,48 % (1)  | 3,60 % (0)  | 0,42 % (0)  | 0,98 % (0)  |   |   |   |
| VI.                         | 236.121   | 14  | 24,84 % (4)  | 23,81 % (4)  | 8,70 % (1)  | 9,50 % (1)  | 18,14 % (3) | 0,60 % (0)  | 7,75 % (1)  |   |   |   |
| VII.                        | 194.831   | 14  | 41,31 % (7)  | 25,35 % (4)  | 8,64 % (1)  | 6,61 % (1)  | 6,93 % (1)  | 0,69 % (0)  | 1,64 % (0)  |   |   |   |
| VIII.                       | 205.518   | 14  | 21,28 % (4)  | 33,36 % (6)  | 4,02 % (0)  | 5,71 % (1)  | 10,24 % (1) | 15,92 % (2) | 1,88 % (0)  |   |   |   |
| IX.                         | 202.706   | 14  | 39,74 % (7)  | 19,38 % (3)  | 10,64 % (2) | 12,08 % (2) | 4,44 % (0)  | 0,89 % (0)  | 0,99 % (0)  |   |   |   |
| X.                          | 216.320   | 14  | 37,00 % (6)  | 25,46 % (4)  | 10,83 % (2) | 11,46 % (2) | 5,27 % (0)  | 0,53 % (0)  | 0,49 % (0)  |   |   |   |
| Hrvatsko iseljeništvo (XI.) | 40.412    | 3   | 79,45 % (3)  | —            | —           | 6,64 % (0)  | 3,07 % (0)  | —           | 0,49 % (0)  |   |   |   |
| Nacionalne manjine (XII.)   |           | 8   | —            | —            | —           | —           | —           | —           | —           | — | — | — |
| Ukupno                      | 2.120.779 | 151 | 34,32 % (61) | 25,40 % (42) | 9,56 % (14) | 8,02 % (11) | 9,10 % (10) | 1,63 % (4)  | 2,25 % (1)  |   |   |   |

## Nakon izbora
Andrej Plenković je proglasio pobjedu HDZ-a i najavio je početak sastavljanje treće HDZ-ove vlade sljedeći dan. Plenković je također čestitao drugim političkim strankama. SDP-ov Peđa Grbin izjavio je kako se nadao boljem rezultatu te je najavio sastavljanje manjinske vlade.
Ustavni sud je 19. travnja zaključuje da predsjednik Zoran Milanović ne može biti mandatar za sastavljanje vlade, čak i ako da ostavku. Kao razlog navodi da je Milanović sudjelovao u kampanji i time prekršio prethodno upozorenje Suda. Troje ustavnih sudaca izdalo je izdvojeno mišljenje navodeći da nema argumenata za opravdanje ove odluke te da Ustavni sud koristi „neustavne prijetnje” te potkopava volju birača. Milanović je na svojem priopćenju, ispred fotografije predsjednika Ustavnog suda Miroslava Šeparovića kako se druži s ministrima Olegom Butkovićem i Brankom Bačićem, optužio Sud za pokušaj državnog udara.
Kao jedan od scenarija za formiranje vlade, Peđa Grbin je predstavio ideju takozvane antikorupcijske vlade. Ona bi podrazumijevala konstituiranje Sabora u kojem bi oporbene stranke imale većinu za donošenje zakona. Tako bi se iz Sabora mogao izglasati novi izborni zakon te poništiti postavljanje Ivana Turudića kao državnog odvjetnika, nakon čega bi se moglo održati nove izbore.
Izbori su 21. travnja ponovljeni na dva biračka mjesta. U Sračincu su se ponovili izbori za manjinske zastupnike albanske, bošnjačke, crnogorske, makedonske i slovenske manjine zbog viška izbornih listića. U Markušici se dogodila greška gdje su 83 člana srpske manjine glasala dvaput: za V. izbornu jedinicu i XII. izbornu jedinicu.

## Izborne liste
Državno izborno povjerenstvo donijelo je odluku o pravovaljano predloženim listama u I. – XI. izbornim jedinicama i pravovaljano predloženim kandidatima u XII. izbornoj jedinici. Od predloženih lista, odbijene su liste stranke Demokršćani jer je stranka registrirana 19. ožujka, četiri dana nakon donesene odluke predsjednika Milanovića o raspisivanju izbora, stoga nije imala pravo predlaganja stranačkih lista.

## Analiza osvojenih glasova i mandata
| Koalicija                     | Postotak glasova | Broj mandata | Postotak mandata | Razlika između postotka mandata i postotka glasova | Idealni broj mandata | Razlika između idealnog broja mandata i (osvojenog) broja mandata |
| ----------------------------- | ---------------- | ------------ | ---------------- | -------------------------------------------------- | -------------------- | ----------------------------------------------------------------- |
| HDZ i partneri                | 34,32 %          | 61           | 42,66 %          | +8,34 %                                            | 49                   | +12                                                               |
| Rijeke pravde                 | 25,40 %          | 42           | 29,37 %          | +3,97 %                                            | 36                   | +6                                                                |
| DP i partneri                 | 9,56 %           | 14           | 9,79 %           | +0,23 %                                            | 14                   | 0                                                                 |
| Most–Suverenisti              | 8,02 %           | 11           | 7,69 %           | -0,33 %                                            | 11                   | 0                                                                 |
| Možemo! – politička platforma | 9,10 %           | 10           | 6,99 %           | -2,11 %                                            | 13                   | -3                                                                |
| Naša Hrvatska i drugi (IDS)   | 1,63 %           | 4            | 2,80 %           | +1,17 %                                            | 2                    | +2                                                                |
| Fokus–Republika               | 2,25 %           | 1            | 0,70 %           | -1,55 %                                            | 3                    | -2                                                                |

## Vanjske poveznice
- Službene stranice Državnog izbornog povjerenstva Republike Hrvatske